# Учитељски факултет Универзитета у Новом Саду
Учитељски факултет је високошколска установа Универзитета у Новом Саду. Основан је 31. јануара 2006. у Суботици, а настао је осамостаљивањем суботичког одељења Педагошког факултета у оквиру којег је реализована настава на мађарском језику.

## Историја
Претечу образовања учитеља на мађарском језику у Суботици представља државна учитељска школа основана 1871. године из које је након Другог светског рата настала Педагошка академија као виша школа за образовање учитеља. Након 1993. године образовање будућих учитеља реализује се искључиво у оквиру тада новоосонованог Учитељског факултета у Сомбору, данашњег Педагошког факултета, да би осамостаљивањем суботичког одељења овог факултета настао Учитељски факултет на мађарском наставном језику у Суботици, као прва државна високошколска институција на мађарском наставном језику у Републици Србији.

## Научноистраживачки рад
Факултет обавља научноистраживачки рад у области друштвено-хуманистичких наука у циљу развоја науке и стваралаштва, унапређивања делатности високог образовања, односно унапређења квалитета наставе, усавршавања научног подмлатка, увођења студената у научноистраживачки рад и стварање материјалних услова за рад и развој Факултета и Универзитета. Научноистраживачка делатност Факултета усмерена је на израду научних и стручних пројеката за директне кориснике, на истраживачке пројекте с иностраним установама у оквиру међународне сарадње као и на ндивидуалне пројекте истраживачког рада наставника који своје резултате истраживања објављују у зборницима Факултета, књигама, часописима Архивирано на веб-сајту  (4. март 2016) и осталим издањима. Настава се одвија на два нивоа студија, кроз основне академске и мастер академске студије у складу са Болоњском декларацијом.

## Декани
Бивши декани факултета су:
- Каталин Каић 2006—2012.
- Марта Такач 2012—2014.
- Јосип Лепеш 2014—2017.
- Joсип Ивановић 2017—2023.
- Валерија Пинтер Крекић 2023—данас

## Студије
Основне академске студије
- Дипломирани учитељ
- Дипломирани васпитач
- Дипломирани комуниколог
- Васпитач

Мастер академске студије
- Мастер учитељ
- Мастер васпитач
- Мастер комуниколог